# Julius Johansen
Julius Johansen (Blovstrød, 13 settembre 1999) è un pistard e ciclista su strada danese, che corre per l'UAE Team Emirates XRG. Già campione del mondo Juniores in linea 2017, da Elite è stato campione europeo 2019 e campione del mondo 2020 nella specialità dell'inseguimento a squadre.

## Palmarès

### Pista
- 2017

Campionati del mondo, Omnium Juniores
Campionati del mondo, Americana Juniores (con Niklas Larsen)
3ª prova Coppa del mondo 2016-2017, Inseguimento a squadre (Cali, con Niklas Larsen, Frederik Madsen e Casper Pedersen)
Campionati danesi, Americana (con Mathias Krigbaum)
- 2018

Three Days Aigle, Americana (Aigle, con Lasse Norman Leth)
1ª prova Coppa del mondo 2018-2019, Inseguimento a squadre (Saint-Quentin-en-Yvelines, con Lasse Norman Hansen, Rasmus Pedersen e Casper von Folsach)
2ª prova Coppa del mondo 2018-2019, Inseguimento a squadre (Milton, con Lasse Norman Hansen, Rasmus Pedersen e Casper von Folsach)
2ª prova Coppa del mondo 2018-2019, Americana (Milton, con Casper von Folsach)
4ª prova Coppa del mondo 2018-2019, Americana (Londra, con Casper von Folsach)
- 2019

Campionati europei, Inseguimento a squadre (con Lasse Norman Hansen, Frederik Madsen e Rasmus Pedersen)
1ª prova Coppa del mondo 2019-2020, Inseguimento a squadre (Minsk, con Lasse Norman Hansen, Frederik Madsen e Rasmus Pedersen)
2ª prova Coppa del mondo 2019-2020, Inseguimento a squadre (Glasgow, con Lasse Norman Hansen, Frederik Madsen e Rasmus Pedersen)
- 2020

Campionati del mondo, Inseguimento a squadre (con Lasse Norman Hansen, Frederik Madsen e Rasmus Pedersen)

### Strada
- 2016 (Juniores)

1ª tappa Aubel-Thimister-La Gleize (Aubel > Aubel)
- 2017 (Juniores)

3ª tappa, 2ª semitappa Trofeo Karlsberg (Brenschelbach > Brenschelbach, cronometro)
Classifica generale Trofeo Karlsberg
Campionati danesi, Prova a cronometro Juniores
Campionati danesi, Prova in linea Juniores
Campionati del mondo, Prova in linea Juniores
- 2018 (Team ColoQuick)

Campionati danesi, Prova in linea Under-23
1ª tappa Olympia's Tour (Assen > Assen)
Classifica generale Olympia's Tour
- 2020 (Uno-X Pro Cycling Team)

Campionati danesi, Prova a cronometro Under-23
Campionati danesi, Prova in linea Under-23

#### Altri successi
- 2018 (Team ColoQuick)

Classifica giovani Giro di Danimarca
Classifica giovani Olympia's Tour
- 2019 (Team ColoQuick)

Classifica giovani Tour du Loir-et-Cher
- 2024 (Sabgal/Anicolor)

Classifica generale GP Anicolor
Circuito da Moita
- 2025 (UAE Team Emirates XRG)

Premio combattività Giro di Danimarca

## Piazzamenti

### Grandi Giri
- Vuelta a España

2022: 128º
2023: 98º

### Classiche monumento
- Parigi-Roubaix

2023: 71º

### Competizioni mondiali
- Campionati del mondo su pista

Aigle 2016 - Inseguimento a squadre Juniores: 2º
Aigle 2016 - Omnium Juniores: 3º
Montichiari 2017 - Inseguimento a squadre Juniores: 2º
Montichiari 2017 - Omnium Juniores: vincitore
Montichiari 2017 - Americana Juniores: vincitore
Hong Kong 2017 - Inseguimento a squadre: 10º
Apeldoorn 2018 - Inseguimento a squadre: 2º
Pruszków 2019 - Inseguimento a squadre: 3º
Berlino 2020 - Inseguimento a squadre: vincitore
- Campionati del mondo su strada

Doha 2016 - Cronometro Juniores: 4º
Doha 2016 - In linea Juniores: 18º
Bergen 2017 - Cronometro Juniores: 6º
Bergen 2017 - In linea Juniores: vincitore
Yorkshire 2019 - Staffetta mista: 8º

### Competizioni europee
- Campionati europei su pista

Berlino 2017 - Inseguimento a squadre: 5º
Berlino 2017 - Omnium: 2º
Apeldoorn 2019 - Inseguimento a squadre: vincitore
- Campionati europei su strada

Herning 2017 - Cronometro Juniores: 2º
Herning 2017 - In linea Juniores: 94º